# Résolution 1362 du Conseil de sécurité des Nations unies
Membres permanents
- Chine
- États-Unis
- France
- Royaume-Uni
- Russie

Membres non permanents
- Bulgarie
- Cameroun
- Colombie
- Guinée
- Irlande
- Mexique
- Maurice
- Norvège
- Singapour
- Syrie

Résolution no 1361 Résolution no 1363
La résolution 1362 du Conseil de sécurité des Nations unies, adoptée à l'unanimité le 11 juillet 2001, après avoir rappelé les résolutions précédentes sur la Croatie, notamment les résolutions 779 (1992), 981 (1995), 1088 (1996), 1147 (1998), 1183 (1998), 1222 (1999), 1252 (1999), 1285 (2000), 1307 (2000) et 1357 (2001), a autorisé la Mission d'observation des Nations unies à Prevlaka (MONUP) à continuer de surveiller la démilitarisation de la péninsule de Prevlaka en Croatie pendant six mois, soit jusqu'au 15 janvier 2002. 
Le Conseil de sécurité s'est félicité de la situation généralement calme et stable dans la péninsule de Prevlaka, mais est resté préoccupé par les violations du régime de démilitarisation et les limitations de la liberté de mouvement des observateurs des Nations unies. Il s'est félicité de l'ouverture des points de passage entre la Croatie et le Monténégro, facilitant le trafic civil et commercial sans incidents de sécurité, ce qui représente une mesure de confiance importante entre les deux pays. L'absence de progrès vers un règlement de la question controversée de la péninsule de Prevlaka et un programme de déminage reste préoccupante. La résolution notait que la présence de la MONUP contribuait grandement à maintenir des conditions propices à un règlement du différend.
La Croatie et la république fédérale de Yougoslavie (Serbie et Monténégro) ont été invitées à mettre pleinement en œuvre un accord sur la normalisation de leurs relations, à cesser les violations du régime de démilitarisation, à réduire les tensions et à garantir la liberté de mouvement des observateurs des Nations unies. Le Conseil s'est félicité de la reprise des discussions entre les deux parties. Les deux pays ont été invités à mettre en œuvre les mesures de confiance prévues par la résolution 1252 et à rendre compte des progrès de leurs négociations bilatérales au moins deux fois par mois.
Enfin, la Force de stabilisation (SFOR, acronyme anglais pour Stabilisation Force), autorisée dans la résolution 1088 et prolongée par la résolution 1357, était tenue de coopérer avec la MONUP.

## Voir également
- Dislocation de la Yougoslavie
- Guerre de Croatie
- Guerres de Yougoslavie